# Wydawnictwa Szkolne i Pedagogiczne
Wydawnictwa Szkolne i Pedagogiczne (WSiP) – polskie wydawnictwo edukacyjne założone w 1945 w Warszawie jako Państwowe Zakłady Wydawnictw Szkolnych (PZWS). Od 1992 roku członek Polskiej Izby Książki. Od 2002 roku członek Izby Wydawców Prasy.

## Historia
Państwowe Zakłady Wydawnictw Szkolnych (PZWS) zostały utworzone w 1945 przez Ministerstwo Oświaty. We wrześniu 1946 przedsiębiorstwo przeniosło się do własnej siedziby w kamienicy Goldstanda. 
W 1951 z PZWS wydzielone zostały Państwowe Wydawnictwa Szkolnictwa Zawodowego (PWSZ), które przejęły dział podręczników dla szkół zawodowych, oraz Instytut Wydawnictw Naukowych (IWN), który przejął dział podręczników akademickich i został włączony do utworzonego w tym samym roku Państwowego Wydawnictwa Naukowego (PWN). W 1974 Państwowe Zakłady Wydawnictw Szkolnych oraz Państwowe Wydawnictwa Szkolnictwa Zawodowego zostały połączone w jedno wydawnictwo pod nazwą Wydawnictwa Szkolne i Pedagogiczne (WSiP); do 1998 WSiP działały jako przedsiębiorstwo państwowe. WSiP wydawały podręczniki dla szkół ogólnokształcących (podstawowych i średnich) i zawodowych, literaturę stosowaną dla nauczycieli, literaturę pomocniczą dla uczniów, w tym serie: „Biblioteka Analiz Literackich” (od 1971), „Biblioteka Nauczyciela”, „Biblioteka Polonistyki” i in.
W 1995 roku wydawnictwo świętowało 50-lecie działalności, w tym czasie wydając 25 tysięcy tytułów w ponad 2 miliardach egzemplarzy.
Od 2010 roku Wydawnictwa działają w nowych kanałach dotarcia (internet, mobile) stawiając na ułatwianie uczenia się i nauczania w erze edukacji cyfrowej. Powstały serwisy wsipnet.pl, ucze.pl, klasowki.pl, zdasz.to (nagrodzone m.in. nagrodami im. Filipa Kallimacha) oraz aplikacje mobilne i e-podręczniki.
W 2014 roku w ramach WSiP powstał Ośrodek Rozwoju Kompetencji Edukacyjnych (ORKE).

## Oferta edukacyjna
Wydawnictwo oferuje podręczniki oraz materiały edukacyjne dostosowane do poszczególnych etapów edukacji szkolnej – od szkoły podstawowej po szkoły ponadpodstawowe (licea i technika). Oferta wydawnictwa obejmuje zarówno drukowane, jak i cyfrowe wersje materiałów, które są zgodne z obowiązującymi podstawami programowymi Ministerstwa Edukacji i Nauki.
W ofercie WSiP dostępne są podręczniki do następujących przedmiotów:
- język polski – podręczniki obejmujące zagadnienia literackie, językowe i kulturowe, takie jak serie „Słowa z uśmiechem” dla szkół podstawowych oraz „Oblicza epok” dla szkół ponadpodstawowych[12].
- matematyka – podręczniki i zbiory zadań, np. „Matematyka z kluczem” (szkoła podstawowa) i „Prosto do matury” (szkoły ponadpodstawowe).
- przedmioty przyrodnicze – obejmujące podręczniki do biologii („Puls życia”), chemii („Świat chemii”), fizyki („Spotkania z fizyką”) oraz geografii.
- historia i wiedza o społeczeństwie – materiały edukacyjne prezentujące zagadnienia historyczne i społeczne, np. serie „Wczoraj i dziś” oraz „Historia. Po prostu”.
- języki obce – podręczniki do nauki języków obcych, takich jak angielski („New Voices”) oraz niemiecki.
- edukacja wczesnoszkolna – materiały edukacyjne przeznaczone dla uczniów klas I–III szkół podstawowych, np. seria „Nowi Tropiciele”.

## Logo
Logiem Wydawnictw Szkolnych i Pedagogicznych od 1974 roku była głowa orła, wkomponowana w otwartą książkę. Tę wersję logo zmieniano trzy razy: wiosną 1992 (dodano koronę, której nie było wcześniej), w 1995 roku (dodano napis WSiP pod grafiką) oraz pod koniec 2003 roku (logo zostało unowocześnione). Autorem logotypu był Karol Śliwka. W październiku 2024 polskie studio TOFU stworzyło nowe logo wydawnictwa.

## Szefowie Wydawnictw Szkolnych i Pedagogicznych
- Stanisław Pazyra (dyrektor naczelny PZWS) 1945–1950,
- Janina Kostecka (dyrektor PZWS) 1950–1960,
- Tadusz Parnowski (dyrektor i redaktor naczelny PZWS) 1960–1973,
- Jerzy Łoziński (dyrektor naczelny WSiP) 1974–1990,
- Andrzej Chrzanowski (prezes Zarządu WSiP) 1990–1999,
- Rafał Grupiński (prezes Zarządu WSiP) 1999–2001,
- Krzysztof Murawski (prezes Zarządu WSiP) 2001–2002,
- Jan Rurański (prezes Zarządu WSiP) 2002–29 czerwca 2005,
- Jarosław Obara (p.o. prezesa Zarządu WSiP) 30 czerwca 2005–30 września 2005,
- Bogusław Dąbrowski (prezes Zarządu WSiP) 30 września 2005–26 kwietnia 2006,
- Stanisław Wedler (p.o. prezesa Zarządu WSiP) 26 kwietnia 2006–9 czerwca 2006 i następnie jako prezes Zarządu WSiP od 9 czerwca 2006,
- Karol Żbikowski (p.o. prezesa Zarządu WSiP) 12 marca 2010–12 kwietnia 2010,
- Adam Małachowski (prezes Zarządu WSiP) 12 kwietnia 2010–10 marca 2011[15],
- Joachim Driessen (p.o. prezesa Zarządu WSiP) 10 marca 2011–1 października 2011,
- Jerzy Garlicki (prezes Zarządu WSiP) – od 1 października 2011[16].

## Akcjonariat
Przekształcenie przedsiębiorstwa państwowego Wydawnictwa Szkolne i Pedagogiczne w jednoosobową spółkę Skarbu Państwa zostało dokonane przez Ministra Skarbu Państwa w dniu 16 września 1998 r.
W roku 2008 wydawnictwo zakupiło wydawnictwa Book House oraz Zielona Sowa.
Od 3 listopada 2004 do 30 sierpnia 2010 przedsiębiorstwo było notowane na Giełdzie Papierów Wartościowych w Warszawie.
W 2010 dominującym akcjonariuszem spółki był fundusz Pahoa Investment sp. z o.o., posiadający 75,93% akcji i 100% głosów na WZA. Pozostali posiadali 24,07% akcji i 0% głosów.
30 sierpnia 2010 WSiP zostało wycofana z GPW i przestała być spółką publiczną.
W październiku 2012 WSiP wyemitowało 5-letnie obligacje na rynku Catalyst na nominalną kwotę 197 milionów PLN.
W lipcu 2013 WSiP przejął od wydawnictwa REA prawa publikacji podręczników szkolnictwa zawodowego (167 tytułów) głównie z zakresu górnictwa, mechatroniki oraz rolnictwa. Podjęto także współpracę z zespołem autorów wydawnictwa REA. Planowano zwiększenie obrotu o 20 mln zł.
W kwietniu 2014  WSiP przejął wydawnictwo ZamKor – specjalizujące się w publikacjach dla gimnazjów i szkół ponadgimnazjalnych z zakresu fizyki, chemii i przyrody (58 tytułów). Zostały także nabyte prawa do marki ZamKor. Podręczniki specjalistyczne ZAMKORu wśród nauczycieli miały wysoką pozycję, a WSiP chciał podtrzymać dorobek i dobrą markę.
W czerwcu 2014 oraz październiku 2015 we WSiP miały miejsce zwolnienia grupowe związane ze zmianami na rynku edukacji. 
Pracownicy WSiP ze związku zawodowego Solidarność wystosowali list protestacyjny do Ministra Edukacji, wymieniając chaos organizacyjny przy wprowadzaniu nowego darmowego Elementarza, co miało przyczynić się do spadku obrotów i planowanych zwolnień 40% pracowników firmy.
Od 18 stycznia 2016 spółka ponownie stała się spółką akcyjną.
W kwietniu 2016 spółka przejęła sieć szkół językowych Profi-Lingua.
W kwietniu 2016 nastąpiło podwyższenie kapitału zakładowego Spółki Akcyjnej WSiP z 550 tys. zł do 165 mln złotych, które to akcje zostały objęte przez głównego akcjonariusza spółkę Advent Libri (Luksemburg).
W sierpniu 2018 WSiP został przejęty przez węgierską grupę inwestycyjną Central Group.
W styczniu 2024 WSiP został wykupiony przez holenderski Infinitas Learning.